# Lieferantenmanagement
Von Lieferantenmanagement kann gesprochen werden, wenn  ein Unternehmen die Beziehungen zu den Lieferanten systematisch steuert.
Die Strategie von Unternehmen, sich auf ihre Kernkompetenzen zu beschränken, führt naturgemäß zu einer Verlagerung von großen Anteilen der Wertschöpfungskette auf Lieferanten und demgemäß zu einer steigenden Bedeutung des Einkaufs. Dies gilt insbesondere für Branchen wie den Automobilbau (1990 Anteil der fremdbezogenen Wertschöpfung 54 Prozent; 2005 über ca. 70 Prozent).
Nach einer Untersuchung der Unternehmensberatung Roland Berger & Partner klaffen dabei Anspruch und Wirklichkeit in den Unternehmen oft weit auseinander, indem die Angaben über die eingeschätzte Bedeutung und die tatsächliche Implementierung der einzelnen Aspekte von Lieferantenmanagement recht weit auseinanderliegen.
Lieferantenmanagement umfasst im Wesentlichen die folgenden Bereiche:
1. die Bewertung und Auswahl der Zulieferer (Lieferantenbewertung)
2. die Entwicklung des Leistungsniveaus der Lieferanten
3. die Entscheidung, auf welcher Stufe der Lieferant in die Wertschöpfungskette einbezogen werden soll.

Als Erfolgsfaktoren für das Lieferantenmanagement werden aufgeführt:
1. die Lieferantensystematik (die unternehmensinterne Erfassung von Daten über die Lieferanten)
2. die Leistungslückenanalyse (Defizite in Produktqualität, Lieferzeit, Kosten, Technologie)
3. ein auf die Belange der einzelnen Unternehmenseinheiten abgestimmtes Lieferantenbewertungssystem
4. eine Internetverbindung zum Austausch von Produktions- und Logistikdaten
5. Integration von System- und Modullieferanten
6. Integration von Dienstleistern und Anlagenlieferanten
7. Integration in Produktentwicklung
8. Prozess-Integration
9. Lieferantenkommunikation
10. Personal- und Kapitaltransfer

Das Lieferantenmanagement muss sich auch mit behördlichen Vorgaben wie dem Lieferkettensorgfaltspflichtengesetz auseinandersetzen um Lieferanten auszuwählen und zu bewerten.